# Out of Sight (singolo James Brown)
Out of Sight è un singolo del cantante statunitense James Brown, pubblicato nel luglio 1964, estratto dall'album Out of Sight.

## Descrizione
Out of Sight è il terzo singolo di Brown per la Smash Records e fu registrata durante il marzo 1964. La traccia fu pubblicata nel mese di luglio del 1964 e, oltre a raggiungere il ventiquattresimo posto della Billboard Hot 100, si piazzò in quinta posizione nella classifica R&B di Cash Box. Fu anche l'ultima canzone che Brown avrebbe registrato prima di uno iato perdurato oltre un anno: in seguito a una disputa contrattuale che coinvolse anche la King Records, fino a quel momento la sua etichetta discografica, Brown non poté infatti registrare brani vocali per la Smash. Out of Sight apparve, oltre che su singolo, in un album omonimo del 1964 che fu presto ritirato dal mercato (il disco verrà però ripubblicato dalla King quattro anni più tardi con una traccia aggiunta e il titolo James Brown Sings Out of Sight).
Out of Sight è un blues in 12 misure che fu composto da Brown con lo pseudonimo "Ted Wright". Secondo alcuni, lo  staccato dai ritmi balbettanti e i marcati riff della sezione fiati avrebbero segnato un primo importante avvicinamento dell'artista al genere funk. Nella sua autobiografia del 1986, Brown scrisse:
Out of Sight viene anche ricordata per essere stata una delle prime registrazioni di Brown registrata con il sassofonista Maceo Parker.
Il lato B del singolo è Maybe the Last Time, ultima traccia registrata dal cantante in studio con i Famous Flames.

## Tracce
1. Out of Sight – 2:23 (Ted Wright)
2. Maybe the Last Time – 2:58 (Ted Wright)

Durata totale: 5:21

## Formazione
- James Brown – voce
- Ron Tooley – tromba
- Robert Knight – tromba
- Joe Dupars – tromba
- Wilmer Milton – trombone
- Nat Jones – sassofono alto
- Eldee Williams – sassofono tenore
- St. Clair Pinckney – sassofono tenore
- Al "Brisco" Clark – sassofono tenore
- Maceo Parker – sassofono baritono
- Lucas "Fats" Gonder o Bobby Byrd – organo
- Les Buie – chitarra
- Bernard Odum – basso
- Melvin Parker – batteria